# North American T-28 Trojan
North American T-28 Trojan – amerykański samolot treningowy z silnikiem tłokowym używany przez wojska amerykańskie w latach 50. i 60. Po wycofaniu ze służby wiele z nich przeszło w ręce prywatne.

## Modele produkcyjne
- T-28A – Wersja US Air Force z silnikiem o mocy 800 KM (produkcja 1194 sztuk)
- T-28B – Wersja US Navy z silnikiem 1425 KM (489)
- T-28C – Wersja US Navy z zaczepem do lądowania na lotniskowcu (266 sztuk)
- T-28D – T-28A przystosowane do zadań antypartyzanckich (Counter-Insurgency) (393)
  - AT-28D – Wersja treningowa T-28D
  - Fennec – T-28D zmodyfikowane dla potrzeb Sud-Aviation we Francji

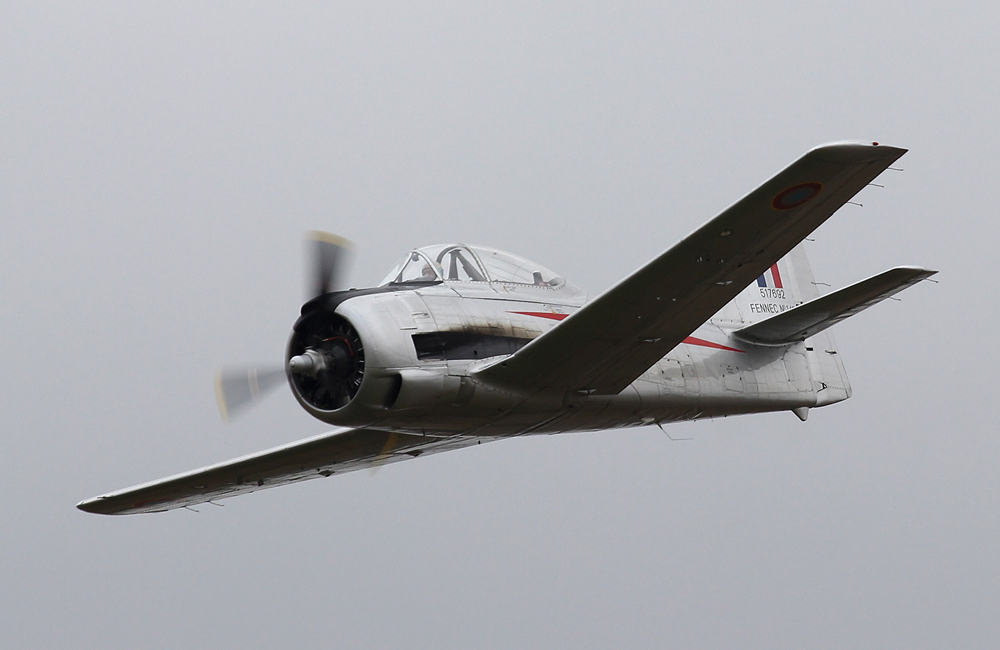
North American Trojan T-28A Fennec c/n 174-545, 517692,  G-TROY
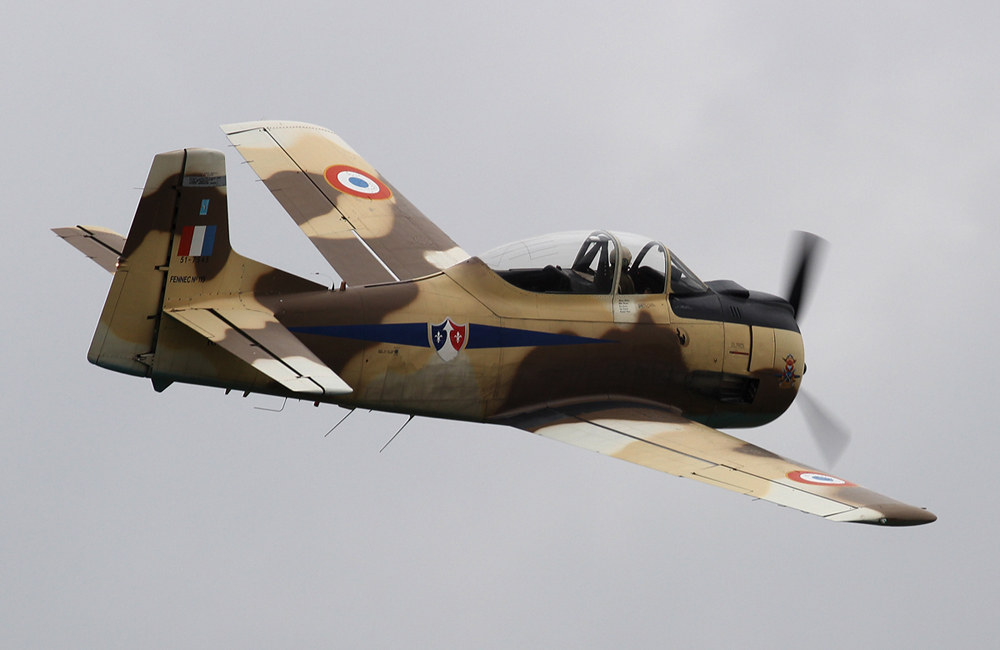
N14113 North American AT-28D Trojan T-28A Fennec ex 51-7545 Fennec No 119 cn 174-398

## Użytkownicy
- Siły Powietrzne Stanów Zjednoczonych
- Marynarka Wojenna Stanów Zjednoczonych
- Siły Powietrzne Republiki Wietnamu Południowego
- Siły Powietrzne Konga
- Siły Powietrzne Królestwa Laosu
- Francuskie Siły Powietrzne
- Marynarka Wojenna Argentyny
- Tajlandzkie Siły Powietrzne
- Filipińskie Siły Powietrzne

## Dane taktyczno-techniczne T-28D
- Załoga: 2
- Długość: 10,06 m
- Rozpiętość skrzydeł: 12,22 m
- Wysokość: 3,86 m
- Powierzchnia nośna: 24,9 m²
- Masa własna: 2914 kg
- Masa maksymalna: 3856 kg
- Silnik: 1 × Wright R-1820-86 Cyclone, 1425 KM (1063 kW)
- Prędkość maksymalna: 552 km/h
- Pułap: 10 820 m